# Guido Fantoni
Guido Fantoni (Bologna, 4 febbraio 1919 – Bologna, 28 dicembre 1974) è stato un lottatore italiano, specialista della lotta greco-romana.

## Biografia
Iniziò a praticare la lotta greco-romana da adolescente. Negli anni quaranta fu uno dei migliori atleti italiani di lotta greco-romana dei pesi massimi. Ottenne sette presenze nella Nazionale italiana. Fra i suoi principali successi si ricordano la medaglia di bronzo nella greco romana all'Olimpiade di Londra del 1948 e al Campionato mondiale del 1953 che si svolse a Napoli. Vinse la medaglia d'oro ai primi Giochi del Mediterraneo che si svolsero ad Alessandria d'Egitto nel 1951.

## Riconoscimenti
- Medaglia d'oro della Federazione Italiana Atletica Pesante (1953)
- Medaglia d'onore al Merito Sportivo